# Prologen i Tour de France 2007
Prologen i Tour de France 2007 var en enkeltstart rundt i London og blev kørt lørdag d. 7. juli 2007.
Ruten var 7.9 km lang og havde etapestart på gaden Whitehall ved Trafalgar Square hvorefter den førte rytterne forbi bl.a. Paladset i Westminster, Big Ben, Westminster Abbey og Buckingham Palace og igennem Hyde Park. Etapens mål var på vejen "The Mall" i Londons indre.
Vinderen blev Team CSCs Fabian Cancellara som derved tog den gule førertrøje
Den grønne pointtrøje gik også til Fabian Cancellara, men bæres på 1. etape af Andreas Klöden, da man ikke kan bære to trøjer samtidig
Der var ingen uddeling af bjergtrøjen i denne etape, da der ingen stigninger var.
- Etape: Prolog
- Dato: 7. juli
- Længde: 7.9 km
- Danske resultater:

166. Michael Rasmussen +01:16
- Gennemsnitshastighed: 53,6 km/t

## Resultatliste

### 1. mellemtid, West Carriage Drive 4,5 km
|    | Navn                 | Land           | Hold              | Tid    |
| -- | -------------------- | -------------- | ----------------- | ------ |
| 1  | Fabian Cancellara    | Schweiz        | CSC               | 5.07   |
| 2  | Andreas Klöden       | Tyskland       | Astana            | +00.07 |
| 3  | George Hincapie      | USA            | Discovery Channel | +00.14 |
| 4  | Vladimir Karpets     | Rusland        | Caisse d'Epargne  | +00.15 |
| 5  | Vladimir Gusev       | Rusland        | Discovery Channel | +00.15 |
| 6  | Bradley Wiggins      | Storbritannien | Cofidis           | +00.15 |
| 7  | Alexandre Vinokourov | Kasakhstan     | Astana            | +00.15 |
| 8  | Iván Gutiérrez       | Spanien        | Caisse d'Epargne  | +00.16 |
| 9  | Manuel Quinziato     | Italien        | Liquigas          | +00.16 |
| 10 | David Zabriskie      | USA            | CSC               | +00.16 |

### Mål
|    | Navn                 | Land           | Hold               | Tid    |
| -- | -------------------- | -------------- | ------------------ | ------ |
| 1  | Fabian Cancellara    | Schweiz        | CSC                | 8.50   |
| 2  | Andreas Klöden       | Tyskland       | Astana             | +00.13 |
| 3  | George Hincapie      | USA            | Discovery Channel  | +00.23 |
| 4  | Bradley Wiggins      | Storbritannien | Cofidis            | +00.23 |
| 5  | Vladimir Gusev       | Rusland        | Discovery Channel  | +00.25 |
| 6  | Vladimir Karpets     | Rusland        | Caisse d'Epargne   | +00.26 |
| 7  | Alexandre Vinokourov | Kasakhstan     | Astana             | +00.30 |
| 8  | Thomas Dekker        | Holland        | Rabobank           | +00.31 |
| 9  | Manuel Quinziato     | Italien        | Liquigas           | +00.32 |
| 10 | Benoît Vaugrenard    | Frankrig       | Française des Jeux | +00.32 |

- Wikimedia Commons har flere filer relateret til Prologen i Tour de France 2007